# Лилейник жёлтый
Лиле́йник жёлтый, или жёлтая ли́лия, или красодне́в (лат. Hemerocállis lílioasphodélus) — красивоцветущее многолетнее травянистое растение; вид рода Лилейник семейства Лилейниковые (Hemerocallidaceae).

## Ботаническое описание
Листья многочисленные, линейные, до 75 см длиной.
В каждом соцветии от 3 до 9 цветков.
Цветки крупные, венчик воронковидный, окраска от золотисто-жёлтой до тёмно-бордовой; столбик нитевидный, длиннее тычинок, рыльце головчатое.
Плод — мясисто-кожистая, морщинистая коробочка, с тремя тупыми рёбрами; в каждом из трёх гнёзд её от 6 до 12 слегка сплющенных, блестяще-чёрных семян.

## Распространение и экология
Лилейник жёлтый дико растёт в южной Европе и в зоне умеренного климата в Азии.

## Значение и применение
Декоративное растение. Часто разводится в садах на обыкновенной почве. Садоводами выведено множество сортов.